# KMess
KMess — є альтернативою Windows Live Messenger чат-клієнта для платформи Linux. Клієнт дозволяє користувачам спілкуватися у чаті з друзями за допомогою .NET Messenger Service, як це можна робити за допомогою Windows Live Messenger або Microsoft Messenger for Mac. Однією із найбільших переваг програми є інтеграція в K Desktop Environment, а також простий у використанні інтерфейс. KMess є вільним програмним забезпеченням і поширюється під ліцензією GNU General Public License.

## Поточні можливості
Поточна стабільна версія, 2.0.4, містить такі функції:
- інтеграція з KDE 4;
- плагіни;
- багатозакладкова підтримка, завдяки якій можна спілкуватися відразу з декількома користувачами у мережі;
- групи чатів;
- голосове та відео спілкування;
- ведення журналу листування;
- статистика для журналу листування;
- підтримка вебкамери;

## Сумісність

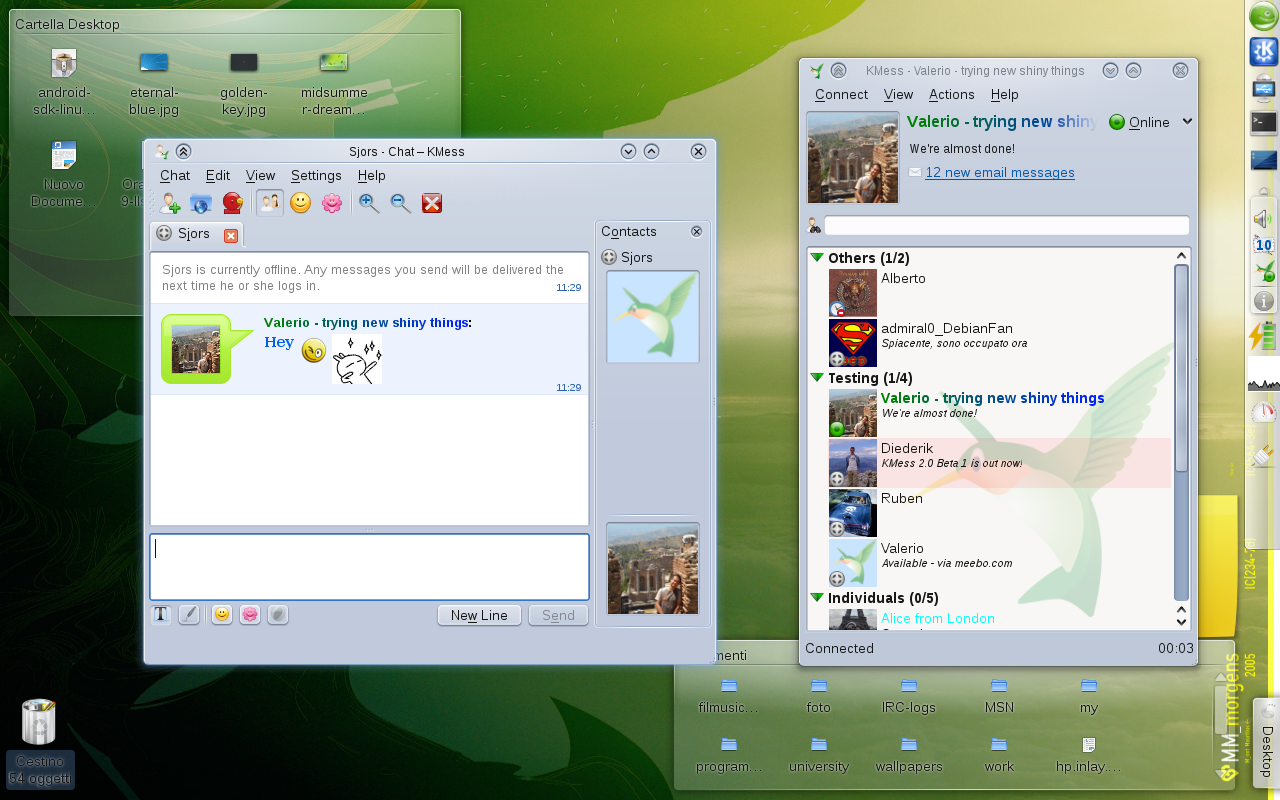
KDE 4.3 Desktop зі списком контактів та вікном чату

Для сумісності з іншими клієнтами підтримуються наступні можливості:
- підтримка Hotmail (наприклад, повідомлення про нові листи на сервері);
- смайлики;
- можливість відправити повідомлення до офлайн;
- «Що я слухаю…», підтримка декілька аудіо програвачів;
- підтримка різних типів оформлення (скінів);
- передача, відправка та отримання файлів;
- додаткові налаштування для передачі файлів по мережі;
- повна підтримка MSN;
- налаштування шрифту та кольору тексту;
- персональні повідомлення;
- забарвлення та форматування Messenger Plus! Live;